# Svenskporten

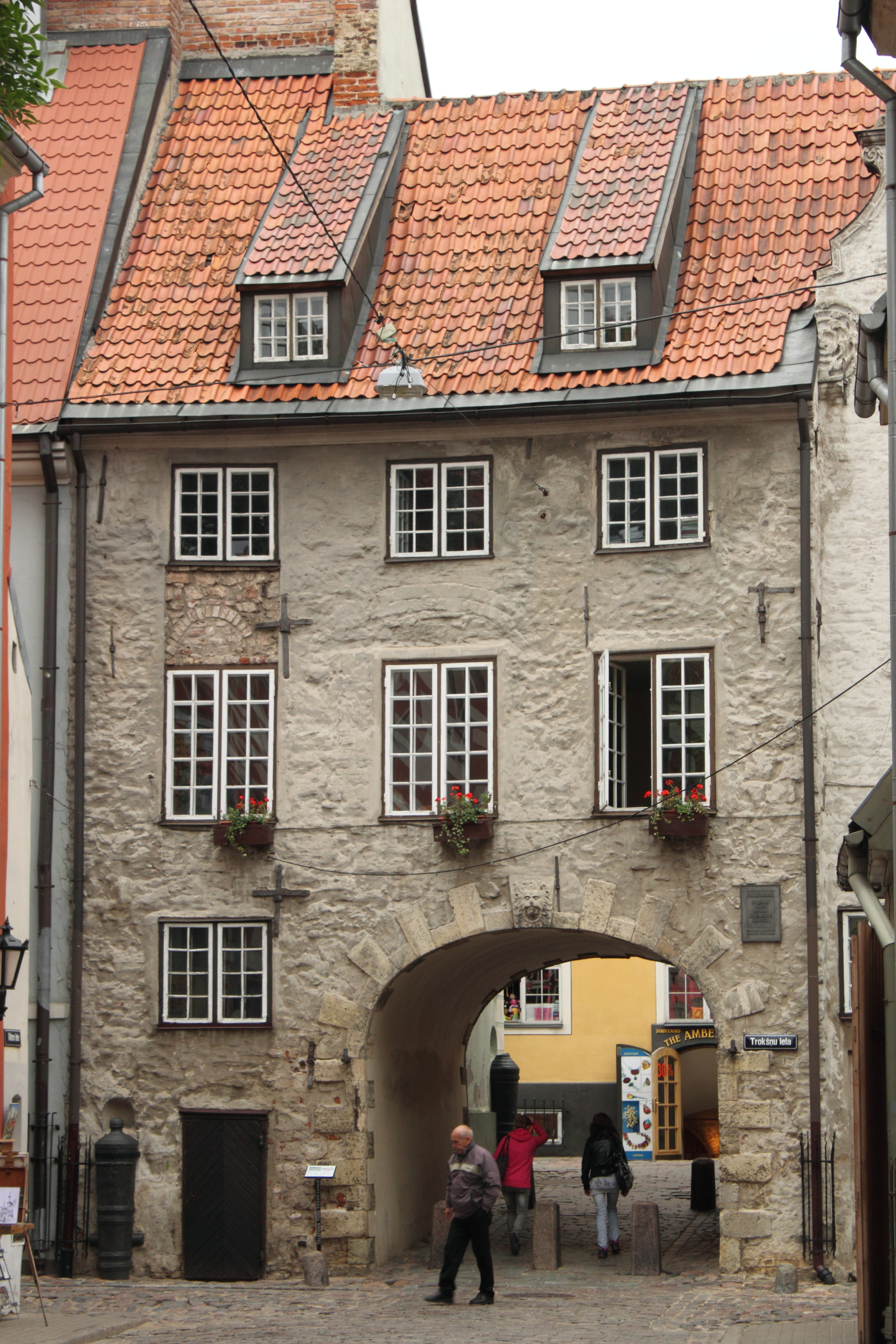
Svenskporten, Zviedru Vārti

Svenskporten (lettiska: Zviedru Vārti; tyska: Schwedentor) är ett byggnadsminne i Vecrīga, i gamla stan i Lettlands huvudstad Riga. Namnet kommer från tidsperioden då Sverige styrde i Lettland, och själva porten byggdes efter det polsk-svenska krigets slut 1698.
Porten fungerade länge som stadsport och var då del av Rigas stadsmur. Utöver denna port fanns det ytterligare sju andra stadsportar i muren.
En väl spridd idé är att Gustav II Adolf 1621 skulle ha anlänt till staden genom denna port. Namnet "Svenskporten" användes också på 1920-talet, då Lettlands arkitektförening köpt byggnaden med porten.
Numera är porten den enda bevarande delen av ringmuren i Riga. Ingången går rakt igenom ett boningshus, vilket inte var ovanligt för den tidens arkitektur.